# Serrat del Dogat
El Serrat del Dogat és un serrat del terme municipal de Sant Esteve de la Sarga, del Pallars Jussà.
És una serra orientada de nord-nord-oest a sud-sud-est, i va pujant gradualment en aquesta direcció, cap al poble de la Torre d'Amargós. Es pot considerar que es forma ran del barranc Gros, prop i a ponent de les Pletes de la Torre, i que arriba fins al mateix poble suara esmentat, que n'és el punt culminant.